# Isaac Louis Auberjonois
Pour les articles homonymes, voir Auberjonois.
Isaac Louis Auberjonois, né le 7 juillet 1741 à Yverdon et mort le 13 février 1815 à Montagny-le-Corboz, est un homme politique vaudois et une des figures de la Révolution vaudoise.

## Biographie

### Famille
Protestant, originaire d'Yverdon, il est le fils d'Emmanuel-Ferdinand Auberjonois. Il épouse Cornélie-Louise Roëll. Son fils Victor Auberjonois (1804-1871) deviendra préfet du district de Lausanne entre 1837 et 1845.

### Carrière
Il effectue des études de théologie à l'Académie de Lausanne entre 1756 et 1765. Recommandé par Armand-François-Louis de Mestral de Saint-Saphorin et par le physicien Georges-Louis Le Sage, il se met au service du roi Stanislas II de Pologne et part dès 1765 à Varsovie. Il quitte son poste vers 1769 et est engagé par la famille Potocki, probablement comme précepteur. Il en revient lieutenant-colonel d'artillerie avant 1785. Il devient conseiller avant d'être banneret d'Yverdon entre 1791 et 1797. Il est l'un des dirigeants des patriotes yverdonnois sous l'administration bernoise du Pays de Vaud.
Lors de la Révolution vaudoise, il est nommé député à l'Assemblée représentative provisoire du Pays de Vaud en 1798 et commissaire de cette même Assemblée lors de l'insurrection de Baulmes et de Sainte-Croix en février 1798. Il est élu le 15 mars 1798, 10 jours après la chute du gouvernement bernois, à la Chambre administrative du canton du Léman (avec Pierre-Maurice Glayre – président, Henri Monod, Pierre-Elie Bergier et Vincent Perdonnet). Il y reste jusqu'en 1802 et en est l'administrateur les deux dernières années,.
Il est en outre président de la Société littéraire d'Yverdon entre 1793 et 1798 et propriétaire dès 1799 du château de Montagny-le-Corboz.